# Dance Into the Light
Dance into the Light är ett musikalbum av musikern Phil Collins som gavs ut 1996. Skivan är hans sjätte i ordningen som soloartist och hans första efter att ha lämnat bandet Genesis. Jämfört med Collins tidigare album sålde Dance into the Light dåligt. Titelspåret och "It's in Your Eyes" var de mest framgångsrika singlarna från albumet.

## Låtlista
Alla låtar är skrivna av Phil Collins om inget annat anges.
1. "Dance into the Light" – 4:23
  - Phil Collins — sång, trummor, kalimba
  - Andrew Woolfolk — saxofon
2. "That's What You Said" – 4:22
  - Phil Collins — sång, trummor, ledande gitarr, kompgitarr
  - Ronnie Caryl — kompgitarr
3. "Lorenzo" (Phil Collins, Michaela Odone) – 5:52
  - Phil Collins — sång, trummor
  - Arnold McCuller — sång
4. "Just Another Story" – 6:24
  - Phil Collins — sång, trummor
  - Ronnie Caryl — kompgitarr
5. "Love Police" – 4:08
  - Phil Collins — sång, trummor, ledande gitarr, kompgitarr, keyboards
  - Ronnie Caryl — kompgitarr
6. "Wear My Hat" – 4:33
  - Phil Collins — sång, trummor
  - Vine St. Horns — trumpet
7. "It's in Your Eyes" – 3:01
  - Phil Collins — sång, trummor, keyboards
  - Vine St. Horns — trumpet
8. "Oughta Know By Know" – 5:27
  - Phil Collins — sång, trummor, keyboards
  - Vine St. Horns — trumpet
9. "Take Me Down" – 3:21
  - Phil Collins — sång, trummor, keyboards
  - Vine St. Horns — trumpet
10. "The Same Moon" – 4:13
  - Phil Collins — sång, trummor, keyboards, ledande gitarr
  - Arnold McCuller — sång
11. "River So Wide" – 4:55
  - Phil Collins — sång, trummor
  - Arnold McCuller — sång
12. "No Matter Who" – 4:47
  - Phil Collins — sång, trummor, keyboards, slidegitarr, kompgitarr
  - Ronnie Caryl — kompgitarr, ledande gitarr
13. "The Times They Are a-Changin'" (Bob Dylan) – 5:07
  - Phil Collins — sång, trummor, säckpipa, piano
  - Ronnie Caryl — kompgitarr

Total tid: 58:33

## Medverkande
- Phil Collins — sång, trummor, kalimba, gitarr, keyboards, slidegitarr, säckpipa, piano
- Nathan East — bas
- Brad Cole — keyboard, stråkar, orgel
- Daryl Stuermer — gitarr
- Ronnie Caryl — gitarr
- Amy Keys — sång
- Arnold McCuller — sång
- Vine St. Horns — trumpet
- Harry Kim — trumpet
- Daniel Fornero — trumpet
- Arturo Velasco — trombon
- Andrew Woolfolk — saxofon